# Josef Jochum
Josef Jochum (* 16. Dezember 1930 in Satchinez (deutsch Knees), Königreich Rumänien; † 15. April 2017 in Wilhermsdorf) war ein deutscher Schauspieler, Regisseur und Autor am Deutschen Staatstheater Temeswar. Er war Angehöriger der deutschsprachigen Minderheit der Banater Schwaben.

## Leben und Wirken
Nach der Grundschule in seinem Banater Heimatort besuchte Josef Jochum das Realgymnasium (1941–1944) in Timișoara und danach die Fachschule in Reșița (1945–1949). 1952 trat er erstmals als Gesangssolist auf und im März 1954 kam er zum Deutschen Staatstheater in Timișoara, wo er 1955 als Figurant in Schillers „Kabale und Liebe“ auftrat. Seine erste große Rolle war die des Erzählers in Jewgenij Schwarz „Die Schneekönigin“ (1957).

### Schauspieler
Jochum war als Schauspieler sehr vielseitig einsetzbar. Er trat als Charakterdarsteller ebenso auf wie in banatschwäbischen Stücken oder Lustspielen. Zu seinen Lieblingsrollen gehörten Vater Wolf in Hauptmanns „Der Biberpelz“ und Napoleon in Kehrers „Narrenbrot“. In Nestroys "Mädl aus der Vorstadt" spielte Jochum den Knöpfl.
Josef Jochum spielte den Kalchas in der „Operette für Schauspieler“ von Peter Hacks, in Sternheims „Kassette“ die Rolle des Krull, Paul Werner in Lessings „Minna von Barnhelm“ (1975), Erasmus in Dumitru Salomons „Lob der Torheit“ (1983). In Lovinescus „Der Tod eines Künstlers“ (1975) war er als Vlad, dem Sohn Manoles, zu sehen. In Alexandru Severs „Die Wirtschafterin“ (1980) trat Jochum als Polizeiinspektor auf, als Crișan in Voitins „Der Prozess des Horia“ (1969), als Grigore in Alexandru Popescus „Die gute ungerufene Nacht“ (1972).
In den klassischen Stücken: Hermann in Schillers „Die Räuber“ (1960), als Graf Shrewsbury in „Maria Stuart“ (1965), als Brackenburg in Goethes „Egmont“ (1963), als Valère in Molières „Der Geizige“ (1958).
Besonders wohl fühlte er sich als Darsteller und Musiker in seinen eigenen Stücken. In dem Unterhaltungsprogramm „Lachen ist gesund“ (1957) war der Akkordeonspieler Jochum gefragt. Insgesamt trat er in 150 Rollen am Deutschen Staatstheater auf.

### Regisseur
In 16 Inszenierungen führte Jochum Regie. In dem Mundartstück „Tatort Fuchsberg“ war er Autor und Regisseur. Mit dem Stück, in dessen Mittelpunkt die Schweineschlacht in Fuchsberg steht, ging er auf Tournee durch die schwäbischen Dörfer im Banat. Jochum führte Regie in den Weihnachtskonzerten von 1983 bis 1986 „Melodien unterm Tannenbaum“.
Ebenfalls unter seiner Regie entstand 1980 „1000 Melodien, ein Wunschkonzert für Jung und Alt“, das dem DSTT 20.000 Zuschauer brachte. Damit hatte eine Erfolgsserie für das DSTT begonnen. Es folgte ein Renner nach dem anderen: „Mitgesungen – mitgelacht“ (1982), „E Schwowestick mit Blechmusik“ (1982), „In Wiesetal is Karneval“ (1984), „In Fuchsberg is de Teiwl los“ (1985), „Buwe juxt, die Motter heirat“, „Tatort Fuchsberg“ (1987), „Die Schenke zur blonden Christine“.
Jochums eigene Stücke, volkstümlich-komödiantische Handlungen mit musikalischen Großeinsätzen, zogen das Publikum in einer Zeit, in der die Aussiedlung ausuferte, in Scharen ins Theater. Es ist eine erstaunliche Erfolgsbilanz in Zeiten der Abwanderung. Die Stücke behandelten volkstümliche Bräuche aus dem Banat, auch aus dem Banater Bergland. Josef Jochums Schaffen trug dazu bei, dass es der Direktorin Ildikó Jarcsek-Zamfirescu in den 1980er Jahren gelang, den Fortbestand des Theaters zu sichern.
Ab 1990 lebte Josef Jochum in Bayern. Er starb im Alter von 86 Jahren und wurde am 2. Mai 2017 in Wilhermsdorf beigesetzt.